# Hällesåker
Hällesåker – miejscowość (tätort) w Szwecji, w regionie administracyjnym (län) Västra Götaland, w gminie Mölndal.
Według danych Szwedzkiego Urzędu Statystycznego liczba ludności wyniosła: 682 (31 grudnia 2015), 694 (31 grudnia 2018) i 708 (31 grudnia 2019).